# ラップランド戦争
ラップランド戦争（ラップランドせんそう、フィンランド語: Lapin sota、スウェーデン語: Lapplandskriget、ドイツ語: Lapplandkrieg）は、1944年9月から1945年4月にかけて、フィンランドとナチス・ドイツとの間で、主にフィンランド北中部のラップランドで行われた戦争。1944年9月19日に、フィンランドはソ連とモスクワ休戦協定を結んで、ソ連との継続戦争を終了させたが、この休戦協定には、フィンランド領内からドイツ軍を追放するか武装解除して抑留することを要求した条項があった。当初は、平和的であったラップランドのドイツ軍の撤退は、10月になり、トルニオで本格的なフィンランド軍とドイツ軍の戦闘が発生すると、以降、ドイツ軍は、徹底した焦土戦術を行いながら、ラップランドからノルウェー北部へ撤退した。この為、ラップランドの多くの街は灰燼に帰した。最後のドイツ軍兵士がフィンランド領を去ったのは、1945年4月である。

## 背景
ドイツとフィンランドは1941年6月以降、継続戦争で同盟してソビエト連邦と戦っていた。1943年夏、ドイツ国防軍最高司令部はフィンランドのソ連との単独和平合意という不測の事態に備え計画を練り始めていた。ドイツ軍はペツァモ州の近くのニッケル鉱床を守るために、兵力を北方に移動させる計画であった。
1943年冬から1944年の間、ドイツ軍は捕虜の労力を用いてノルウェー北部とフィンランド北部の間の道路を整備した。多くの捕虜が南ヨーロッパで捕虜にされており、夏の軍服を着ていたため、この強制労働で捕虜の間に多くの死者が出た。ドイツ軍はさらに防御の陣地を調査、フィンランドからできるだけ軍需品を運び出して撤退の準備を注意深く進めた。1944年4月9日、ドイツ軍の撤退計画はビルケ作戦と名付けられた。6月、ドイツ軍は敵軍が南から進軍してくることに備えて要塞を築き始めた。6月23日にエデュアルト・ディートル上級大将が事故で死亡したため、ロタール・レンデュリック上級大将が第20山岳軍の指揮を執った。
1944年8月初にフィンランドの大統領がリスト・リュティからカール・グスタフ・エミール・マンネルヘイムに変わったことで、ドイツ軍はフィンランドがソ連と単独講和しようとしていると確信した。フィンランドが停戦を公表すると、ドイツ第20山岳軍は大急ぎでビルケ作戦を開始、フィンランドから軍需品を運び出した。大量な軍需品がフィンランド南部から運び出され、撤退を阻む者は厳罰に処された。フィンランドの第3、第6、第11師団、機甲師団、第15師団と国境猟兵旅団がドイツ軍と戦うために移動した。

## バルト海の戦闘
1944年9月2日、フィンランドがドイツにフィンランドとソ連の停戦を通告すると、ドイツ軍はフィンランドの海運船を拿捕し始めた。しかし、フィンランドが全ての船にドイツへの航行禁止に踏み切り、ビルケ作戦の軍需品運び出しがほぼ停止したためフィンランド船を拿捕する政策は撤廃された。この政策が撤廃されると、フィンランドはドイツの撤退を早めるためにフィンランド船の使用を許可した。1944年9月14日、ドイツ軍はソビエトの海上輸送に対処するためだとしてフィンランドの水路にはじめて機雷を設置した。このときにはフィンランドとドイツが公開に戦争状態にあったわけではないため、ドイツ軍はフィンランドにその目的について警告を発した。
1944年9月15日、ドイツ海軍はタンネ・オスト作戦でゴーグラント島を奪取しようとした。フィンランドはすぐにフィンランド船を連合撤退行動から脱退させた。最後のドイツ護送船団は1944年9月21日にケミを発ち、潜水艦と（オーランド諸島の南で）ドイツの巡洋艦の護送を受けた。ゴーグラント島上陸の試みの後、フィンランドの沿岸砲台は命令を受けて9月15日にウトでドイツの機雷敷設艦によるバルト海侵入を防いだ。しかし、翌9月16日には重巡洋艦プリンツ・オイゲンと駆逐艦5隻で構成されたドイツ海軍の派遣隊がウトに到着、フィンランドの152mm砲の射程外にあることを維持しつつ、砲撃すると脅すと、フィンランドは流血を避けるべく機雷敷設艦の通過を許可した。
1944年9月30日、フィンランド軍の上陸作戦が開始、フィンランドの輸送船3隻（ノルマ（Norma）、フリッツ・S（Fritz S）、ヘスペルス（Hesperus））が護衛艦のないままオウルを発ってトルニオに向かった。輸送船3隻は10月1日にトルニオに到着、妨害のないまま兵隊を上陸させた。第2波の船4隻が10月2日に、第3波の船3隻も1隻がドイツの急降下爆撃機により軽く損傷しただけで全ての兵士の上陸を成功させた。10月4日、悪天候によりフィンランドの上空援護用航空機がトルニオに到着できなかったため、輸送船の第4波がドイツのJu 87急降下爆撃機（シュトゥーカ）の攻撃を受け、港の隣にいるボレ（Bore IX）とマイニンキ（Maininki）が撃沈された。10月5日の第5波は陸上からの砲撃と空中の爆撃を両方とも受けたにもかかわらず、榴散弾による軽い損害しか受けなかった。第6波とともに到着した砲艦のハメーンマーとウーシマー、VMV級哨戒艦のVMV 15とVMV 16はトルニオでドイツのFw 200によるHs 293を使用した攻撃に遭遇したがドイツの攻撃は失敗した。海軍艦艇が到着したことで、フィンランド軍は重装備を揚陸することができ、トルニオの戦いで大いに役に立った。
ノルウェーなどドイツの占領下にある港ではフィンランド船の海員が拘禁され、ドイツの潜水艦がフィンランドの民用艦を数隻撃沈した。ほかにはフィンランドの機雷敷設艦ロウヒもドイツの潜水艦に撃沈された。フィンランドとソ連の停戦により、ソ連海軍はフィンランド海岸を通ってドイツがフィンランド湾で設置した機雷原を素通りすることができた。その結果、フィンランドの多島海にいたソ連の潜水艦はバルト海南部におけるドイツの輸送船に攻撃することができた。

## ラップランドの戦闘
フィンランドとソ連の停戦協定により、フィンランドはドイツとの外交関係を断絶、公式に全てのドイツ軍が1944年9月15日までにフィンランドから撤退するよう要求を出さなければならなかった。その後も残ったドイツ軍の部隊は武装解除してソ連に引き渡さなければならなかった。しかし、ビルケ作戦における努力にもかかわらず、ドイツ軍が期限内に撤退することは不可能であり、フィンランドはドイツ軍の撤退に3か月を要するとの見積もりを出した。しかも、ソ連が同時にフィンランド軍の大半の武装解除も要求したため、それを行いながらドイツ軍と戦うことは困難を極めた。トルニオ地域の住民を除き、ラップランド住民のほとんど（合計168,000人）がスウェーデンとフィンランド南部へ疎開された。疎開は戦闘が始まる以前にドイツ軍とフィンランド当局が協力して行った。
ソ連の要求を受け入れると決断する前に、フィンランド大統領カール・グスタフ・エミール・マンネルヘイムはアドルフ・ヒトラーに手紙を書いた。彼は手紙で「過去の数年において、私たちがドイツ軍を侵略者や圧制者として扱うことを導いた出来事はなかった。私たちはフィンランド北部におけるドイツ軍の現地民と当局に対する態度は私たちの歴史に正しく誠意を持った関係のユニークな例として書かれると信じています。今回の戦争が勝利の冠をあなたにもたらすことがなくても、どのような形であれドイツという国は今後も存続するでありましょう。しかし、たった400万人のフィンランドでは敗戦で国自体が亡くなってしまうことは十分ありえます。私は我が人民を戦争から連れ出すことを自らの責務であると考えています。私はあなたが寛大にもフィンランドへ与えた武器をドイツ人への攻撃に転換することができませんし、そうすることもありません。私は、たとえあなたが私の態度を非としたとしても、私と全てのフィンランド人と同じように、事態を重大化せずに以前の関係を打ち切るよう望み、努力することへの望みを保持しています。」と書いた。

### 1944年秋の動き
フィンランドが国の荒廃を避けたかったことと、ドイツが戦闘を避けたかったこともあり、両国とも撤退をできるだけスムーズに進めようと思った。1944年9月15日までにはドイツがフィンランドに撤退の予定表を告知する代わりに、フィンランドがドイツに道路、鉄道、橋の破壊を許すとの秘密協定が締結された。しかし、実際にはドイツによる破壊とソ連によるフィンランドへの圧力により緊張が生じ、両軍の間にいくつかの事件が起きた。フィンランドは第3師団、第11師団、第15旅団を海岸線に、第6師団と機甲師団をプダスヤルヴィに、国境猟兵旅団をフィンランド東部に配備した。

### 初期の戦闘
フィンランド軍と第20山岳軍のはじめての戦闘は1944年9月28日の午前8時頃、プダスヤルヴィから南西20kmのところで生起した。この戦闘において、フィンランドの前衛軍はドイツの後衛部隊に降伏勧告を発した後、発砲した。フィンランドとはそれまでやむなく戦闘を行う場合にはまず警告を発すると合意したため、ドイツ軍は不意を突かれた。この事件の後、両軍は接触し、ドイツ軍がフィンランド軍と戦うつもりはないが降伏もしないと宣告した。次の事件は9月29日にケミとオウルの間にあるオルハヴァ川の橋で起きた。フィンランド軍は橋を無傷で奪取するよう命じられていたため、橋につけられた爆弾を解除しようとしたが、そこでドイツ軍が爆弾を爆発させたため橋が破壊され、フィンランド部隊の指揮官などが死亡した。翌9月30日にはフィンランド軍が森を通ってドイツ軍の両翼を迂回、プダスヤルヴィでドイツ軍を包囲しようとした。フィンランド軍は北方への道路を封鎖することに成功したが、時すでに遅く、プダスヤルヴィのドイツ軍の大半がすでに離れており、残ったのは少数の分遣隊だけだった。分遣隊はフィンランド軍に警告を発した後、弾薬の臨時集積場を爆破させた。
戦闘は1944年10月1日に激しさを増した。この日、フィンランド軍は海上からスウェーデンとの辺境近くにあるトルニオへの侵攻を試みた。上陸ははじめ陽動作戦として計画され、主目的はケミの侵攻であった。当時、オサスト・ペンナネンという大隊と同程度の規模を有するフィンランド軍の部隊がすでにケミのすぐ近くにあるアホス島の工業施設を占領していた。しかし、ケミのドイツ駐留軍がはるかに近く、また現地での攻撃によりすでに警戒していたため、フィンランド軍は標的をトルニオの外港ロユッタに変更した。フィンランド軍はまず第11歩兵連隊を上陸させ、トルニオで蜂起した民兵とともにロユッタとトルニオの町のほとんどを占領、トルネ川にかかっていた多くの橋も占領した。しかし、ドイツの補給基地にあるアルコールなどによりフィンランド側が無秩序に陥り、またドイツ軍が頑強に抵抗したこともあってフィンランド軍が立ち往生になった。その後のトルニオの戦いではドイツ軍がケミ川とトルネ川と並行する2つの道路の合流点にあたるトルニオを奪回すべく戦った。ドイツ軍の勢力ははじめクロイトラー師団（Kräutler）だけだったが、後に第211重戦車大隊と2個歩兵大隊、およびフィンランド・マシンガン・スキー大隊（Machine Gun Ski Brigade Finnland）の増援を受けた。フィンランド軍も第50と第53歩兵連隊を増援として送り、ドイツ軍の反撃を撃退した。激しい戦闘が1週間続いた後、ドイツ軍は1944年10月8日に撤退を余儀なくされた。
一方、フィンランド軍が陸上でもオウルからケミへ進軍、第15旅団がドイツ軍の頑強な抵抗に遭いながらもゆっくりと進軍できた。しかし、フィンランド軍の兵士でも首脳部でも戦意が低く、ドイツ軍も道路や橋を効率よく破壊したため進軍が妨げられた。1944年10月7日、フィンランド軍がケミを攻撃して第15旅団で前方を、オサスト・ペンナネンで後方を攻撃することでドイツ軍を包囲しようとした。しかし、ドイツ軍が強く抵抗、近くに平民がおり、またアルコールを略奪したためフィンランド軍がドイツ軍全軍を閉じ込めることに失敗した。フィンランド軍は数百人を捕虜にしたが、ドイツ軍が10月8日に撤退を始めると、フィンランド軍はドイツ軍がケミ川にかかっている橋を破壊することを防ぐのに失敗した。

### さらなる戦闘

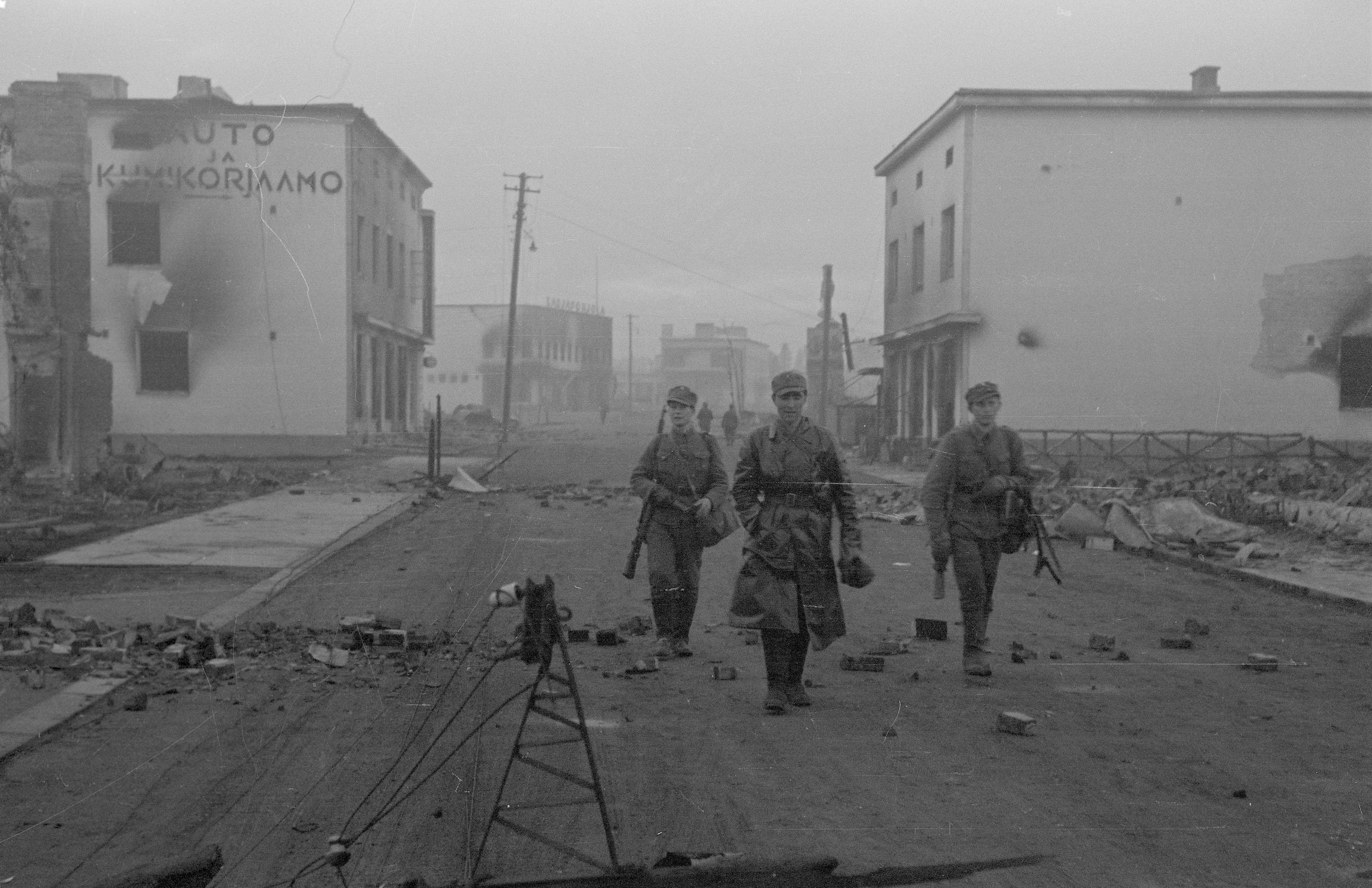
廃墟と化したロヴァニエミに入るフィンランド軍、1944年10月。

連合国の対独攻撃が続く中、第20山岳軍と国防軍最高司令部はラップランドとリンゲン・フィヨルドから東のノルウェー北部に陣地を維持し続けることが危険であると考え、撤退を準備した。長い遅滞の後、ヒトラーは1944年10月4日にこの考えを受け入れ、1944年10月6日には撤退作戦が「ノルトリヒト作戦」と名付けられた。ビルケ作戦のときは全ての軍需品を運び出しつつラップランド南部から北部にゆるやかに撤退したが、ノルトリヒト作戦では敵軍に妨害されつつ、ノルウェーのリンゲン・フィヨルドへの迅速な、そして整然とした撤退が求められた。
ドイツ軍が撤退するとともに、動きがラップランドの主要道路3本付近に限られるようになった。この後の行軍は下記のようなパターンの繰り返しとなった。すなわち、進軍してきたフィンランド部隊は道路網が破壊されていたため大砲などの大型兵器を運べず、ドイツ軍の後衛に遭遇すると歩行でその両翼を迂回しようとした。しかし、フィンランドのライフルマンが密林や沼地をゆっくりと進んでも、自動車を配備されたドイツ部隊は運転して離れるだけでフィンランド軍をまくことができた。
フィンランド軍はドイツ軍の追撃を開始した。一方で第11師団がトルニオからトルネ川沿いの道を北上し、他方で第3師団はケミからロヴァニエミへ前進した。第6師団と機甲師団はプダスヤルヴィで合流した後、北へ前進し始め、まずラヌア、続いてロヴァニエミへと進み続け、国境猟兵旅団は沿岸各地に警備隊を配置しつつ、東部国境に沿って進んだ。道路はドイツ軍に寸断されており、追うフィンランド軍は補修しながら行軍するほかなく、第15旅団の全員が工事に当たった区間もあった。ケミからロヴァニエミへ向かったフィンランド軍は車両を使わず徒歩で進み、自動車に乗ったドイツ軍部隊に全く追いつけないまま戦闘は起きなかった。その頃、ラヌアからロヴァニエミへ向かったフィンランド軍はユリマーの戦い、キヴィタイパレーンの戦い、ロヴァニエミの戦いなどいくつかの小規模な戦火をかわしていた。ロヴァニエミから先では、一方でフィンランド軍はタンカヴァーラでドイツ軍の要塞化され守りの強固な陣地に直面して前進が止まる。他方でドイツ軍はトルネ川とムオニオ川沿いの道路を順調に撤退し、フィンランド第11師団は全く戦闘のないまま追跡してムオニオの村に着く。
10月7日、フィンランド軍がドイツの陣地に関する詳細な文書を手に入れて攻撃すると、ドイツ軍はやむなく遅延戦術をとった。両軍の兵員は数の上では拮抗していても、重火器欠乏に加えて長い行軍で兵が疲弊したフィンランドの猟兵旅団は、ドイツ第218山岳連隊の封じ込めに手を焼く。その間に、敵は10月9日に撤退許可を得てしまう。10月13日には逆に、キヴィタイヴァルでフィンランド第33歩兵連隊が不利に陥り、ドイツ第218山岳連隊の撤退で危うく大損害を避ける結果となった。フィンランド軍は撤退が遅れたドイツ軍1個大隊の包囲に成功したが、救援に戻ったドイツ第218山岳連隊が大隊を脱出させてしまう。翌10月14日、ロヴァニエミ近郊にフィンランド軍猟兵旅団が真っ先に到着し、ラヌーアから進軍したきた部隊は町に入るため、ケミ川にかかった最後の橋を無傷なまま奪取しようと試みるが、ドイツ軍に撃退された。2日後、ドイツ軍が撤退した1944年10月16日、フィンランド軍が入った町はまったくの廃墟だった。
ここにフィンランド軍の武装解除と困難な補給が重く響いてしまった。例えば、タンカヴァーラの戦いに駐屯するドイツ第169歩兵師団の12個大隊に対して、戦闘準備の整った防御陣地から追い出そうと当たったフィンランド猟兵旅団は、わずか4個大隊である。フィンランド軍はその一帯に到着した10月26日から11月1日までかけて足場を確保した時点で、ドイツ軍主力部隊はすでに北へ撤退を終えている。フィンランド軍が着いた10月26日時点でムオニオに陣を敷いていたドイツのエッシュ戦闘団（Esch）4個大隊と第6SS山岳師団「ノルト」が兵員数でも大砲など装備でも優勢だったため、フィンランド軍の第8、第50連隊は敵陣の両翼を回り込めても、作戦は完結できずに終わる。フィンランド軍は第6SS山岳師団の封じ込め作戦を立て、先回りをしてキッティラからムオニオへの進路を断つはずだったのに、エッシュ戦闘団の遅滞戦術と道路網の破壊によりムオニオの先陣入りができず敗因となった。

### ドイツ軍のノルウェーへの撤退

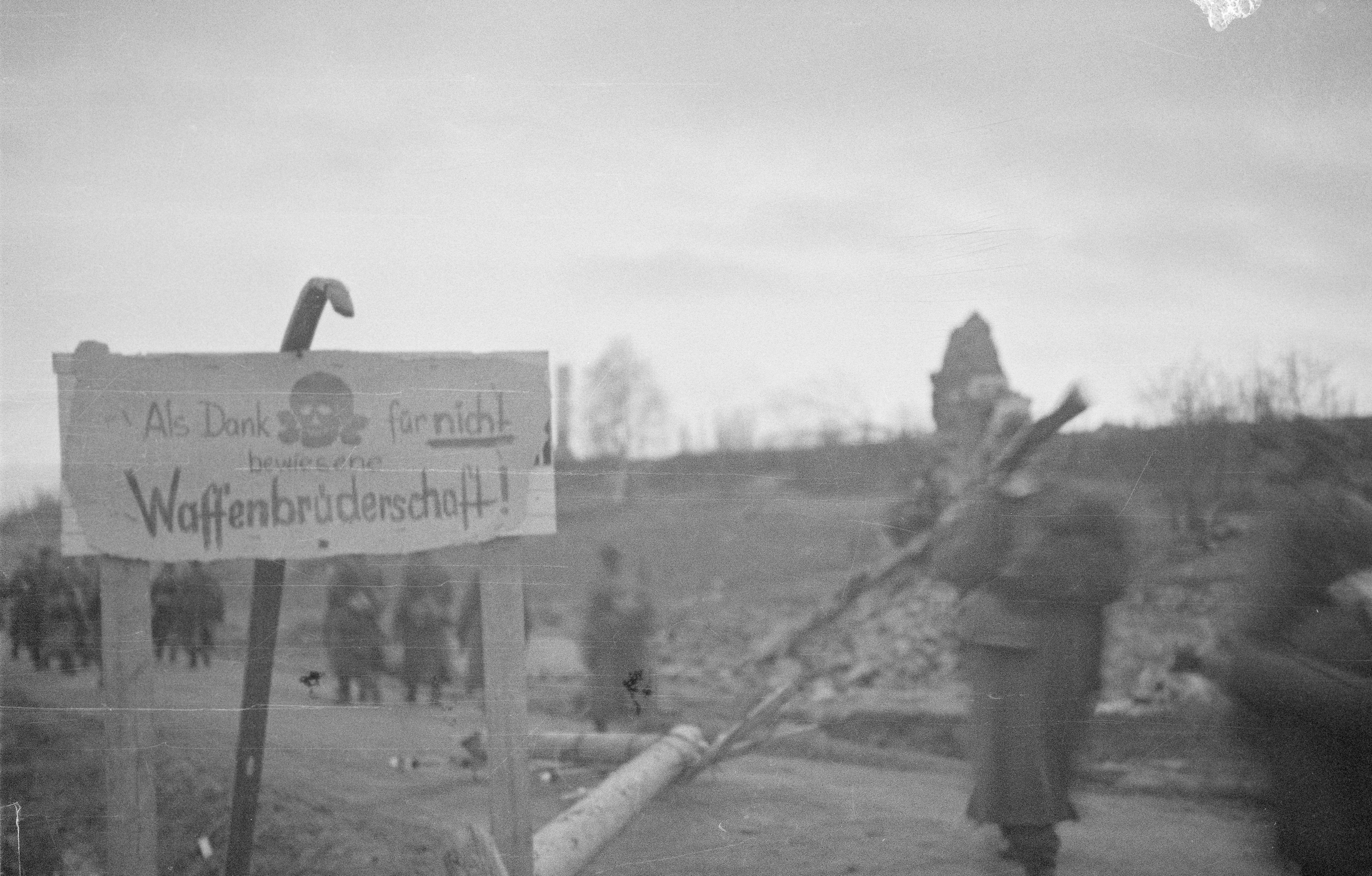
ドイツ人がムオニオに立てた手製の看板。「戦友として振舞わなかったことへの感謝として」と書いてある。1944年撮影。

ラップランド戦争は実質的には1944年11月初に終結した。ラップランド北東部のタンカヴァーラでフィンランド軍を足止めさせたドイツ軍は、1944年11月25日にカリガスニエミで国境を越え迅速に撤退した。その頃にはドイツ軍を追撃するフィンランド猟兵旅団は、武装解除により人員不足に陥っていた。同じ11月4日にラップランド北西部に残したフィンランド軍は4個大隊だったが、年が明けた1945年2月には600人に減るほど著しく手薄であった。ドイツ軍は撤退を継続しながら要塞化陣地は維持し、まず1944年11月初はムオニオから約50km北上したトルネ川沿いのパロヨエンスー村に駐屯、続いて11月26日にラタセノ川沿いのSturmbock-Stellung（ドイツ語）まで引いた。これらの陣を保ったドイツ第7山岳師団は、ドイツ軍がノルウェー北部からも撤退しリンゲン・フィヨルド陣地に後退線が完了すると、同師団は1945年1月10日に撤退。一帯の陣地は一部がフィンランド国境を越えていたが、1945年4月25日のドイツ軍のフィンランド完全撤退まで実戦には発展しなかった。

## 影響
ドイツ軍は作戦当初から道路と橋を系統的に爆破、破壊した。しかしいざ戦闘が始まると、ロタール・レンデュリック将軍はラップランドにあるフィンランドの財産を破壊せよと何度か発令した。10月6日の命令では、攻撃目標を軍事設備や軍事的に重要な場所に限定するという厳命が発せられた。10月8日、トルニオとケミ川地域での戦果が明らかになると、ドイツ軍はケミの工場地域を標的とした爆破攻撃をしかけ、大きな損失を強いた。翌10月9日に破壊命令の対象が病院を除く全ての公的建物に拡大された。10月13日、フィンランド北部のユリトルニオからロヴァニエミの北北西約20kmにある小村シネッタ経由でソダンキュラと結ぶ線から北は、納屋や倉庫を含めて雨露をしのげる建物をすべて破壊するよう命が下った（病院と教会を除く）。追撃してくる敵軍に建物を使用させまいとしたドイツ軍の視点も、フィンランド軍の視点では兵員の多くに常にテントを携行させ野営しており、建造物は不用だった。
ドイツ軍の撤退中、ロタール・レンデュリック将軍はロヴァニエミの戦いで焦土作戦を行った。ドイツ軍ははじめ公的建物に集中して攻撃したが、火が燃え広がり多くの建物を破壊した。ドイツ軍は消火に失敗、10月14日にロヴァニエミ駅で弾薬を積載した列車が爆発、木造家屋が多いロヴァニエミの町に延焼した。ドイツ軍は最終的に2日後の10月16日、ロヴァニエミをフィンランド軍に明け渡した。ドイツ軍がその後も焦土作戦を行った結果、住宅の40から47％が破壊され、ロヴァニエミの街、サヴコスキとエノンテキオの村は燃え尽きた。ソダンキュラ、ムオニオ、コラリ、サッラ、ペッロの村では建物の3分の2と675本の橋が落ち、全ての幹線道路が爆破され、電話回線3700 km分が不通になった。
ロヴァニエミ焦土作戦による損害は1945年時点の価値で約3億ドルと見積もられ、10万人の住民が難民となり、戦後の復興の課題となった。終戦後にレンデュリックは戦争犯罪人とされ、ラップランドの焦土作戦に関する容疑は無罪とされたものの懲役20年を宣告された。レンデュリックは6年後に釈放された。
両軍の損害は限定的であった。フィンランド軍は戦死774名、行方不明262名、負傷約3千名でドイツ軍は戦死1200名、負傷2千名、捕虜1300名だった。ドイツ軍の捕虜はフィンランドとソ連の停戦協定に基づき、ソ連に引き渡された。ドイツが設置した大量の地雷により終戦から数十年間にわたって多くの平民が死傷し、その後除雷活動でも100人近くが死亡した。ドイツ人兵士と婚約したかドイツ軍で働いていたフィンランド人女性数百人がドイツ軍とともにフィンランドを離れた。
フィンランドは5年にわたる3度の戦争で約9万人を戦死で失い、負傷者は18万6000人に上ったが、一般市民の犠牲者は数値上は比較的少なめの約1200人であった。だがフィンランドにとって人口の2,3%が失われたことは重大な損失であった。

### 注
1. ↑  1944年10月末までは75,000人だったが、12月には12,000人まで減少した。
2. ↑  1944年8月末までは214,000人だったが、ドイツ軍がノルウェーへ撤退するとともに人数が減少していった。